# Adolf Spotka
Adolf Spotka (* 23. Februar 1943 in Tachau; † 9. Oktober 2019 in Bernburg (Saale)) war ein deutscher Wirtschaftsingenieur und Politiker. Als Abgeordneter der CDU gehörte er von 1990 bis 2006 dem Landtag von Sachsen-Anhalt an und stand ihm von 2002 bis 2006 als dessen Präsident vor. Von 1993 bis 2001 lehrte er als Professor an der Hochschule Anhalt. Im November 2006 wurde er zum Vorsitzenden des Kuratoriums der Hochschule gewählt.

## Werdegang
Spotka wurde im Sudetenland geboren, kam aber in den Wirren des Zweiten Weltkriegs nach Bernburg (Saale), wo er auch aufwuchs. Nach dem Besuch der Grundschule (1949–1957) und dem Abschluss der Karl-Marx-Oberschule (1961; heute Gymnasium Carolinum Bernburg) absolvierte er im Sodawerk Bernburg eine Ausbildung zum Schlosser. 1962 nahm er an der Technischen Hochschule Merseburg ein Studium des Wirtschaftsingenieurwesens auf, das er 1967 abschloss. Im Anschluss war er zunächst zwei Jahre als Exportingenieur tätig, von 1968 an bis 1990 dann als wissenschaftlicher Mitarbeiter, Oberassistent und Hochschuldozent. Während dieser Zeit promovierte er 1975 an der TH Leuna-Merseburg und habilitierte sich 1988 an der Martin-Luther-Universität Halle.
1993 wurde er als Professor für Ökonomie/Forschungsmanagement an die Hochschule Anhalt berufen und gehörte bis 2001 dem Professorenkollegium an. Seit November 2006 stand er als Vorsitzender des Kuratoriums der Hochschulleitung beratend zur Seite.

## Politik
Seine politische Laufbahn begann 1990 mit dem Eintritt in die CDU. Bei der ersten Landtagswahl nach der Neubildung des Landes Sachsen-Anhalt im Oktober 1990 zog Spotka als Abgeordneter der CDU in den Landtag ein. Ihm gehörte er bis zu seinem freiwilligen Verzicht auf eine Kandidatur im Jahr 2006 ununterbrochen an. In dieser Zeit war er unter anderem Vorsitzender des Treuhanduntersuchungsausschusses. 2002 wurde er als Nachfolger von Wolfgang Schaefer zum Präsidenten des Landtages gewählt. Er war Vorsitzender der Landtagspräsidentenkonferenz und Sprecher der Landtage in der Gemeinsamen Kommission zur Modernisierung der bundesstaatlichen Ordnung. In seine Amtszeit fällt die umfangreiche Reform der parlamentarischen Arbeit im Landtag von Sachsen-Anhalt.
Seiner Heimatstadt Bernburg (Saale) blieb Spotka stets eng verbunden. Von 1993 bis 1999 fungierte er als Kreisvorsitzender der CDU Bernburg und gehörte seit 1999 dem Stadtrat von Bernburg (Saale) an. Seit 1993 diente er als stellvertretender Kuratoriumsvorsitzender der Kulturstiftung Bernburg.
Im Jahr 2004 war Spotka Mitglied der 12. Bundesversammlung.

## Auszeichnungen
Für seine Verdienste wurde Spotka am 15. März 2007 mit dem Großen Bundesverdienstkreuz ausgezeichnet.